# Ahzumjot
Ahzumjot (* 5. Juli 1989 in Hamburg als Al Julian Asare-Tawiah) ist ein deutscher Rapper und Produzent.

## Leben und Karriere
Al-Julian Asare wurde als Sohn eines ghanaischen Vaters und einer rumänischen Mutter in Hamburg geboren. Er hat Abitur.
Ahzumjot wollte als Kind Schauspieler oder Journalist werden, doch als Fan englischsprachiger Rapmusik begann er schon im Jugendalter selbst mit dem Musizieren. Ende 2007 veröffentlicht er unter dem Pseudonym AJay sein Soloalbum Wohnzimmercouch auf Deutsch. Im März 2010 folgt das Album Schlechte Menschen, welches er mit seinem Freund P.R.Z. aufnimmt und als kostenlosen Download ins Internet stellt. 2011 veröffentlichte er im Fahrwasser der bereits erfolgreichen Rapper Casper, Peter Fox und Marteria sein erstes Album Monty, das er vollständig bei sich zu Hause aufnahm und produzierte. Das Album wurde kurz darauf von der Juice zum Mixtape der Ausgabe gekürt.
Nach der Veröffentlichung zog er von Hamburg nach Berlin, um seine Karriere voranzubringen und weitere Erfahrungen zu sammeln. Er trat auf vielen Veranstaltungen, wie zum Beispiel dem Splash!, auf und unterschrieb einen Vertrag bei Universal Music. Für sein zweites Album ließ er sich lange Zeit. Es trug den Titel Nix Mehr Egal, erschien im Spätsommer des Jahres 2014 und wurde vorwiegend von Levon Supreme und Nikolai Potthoff produziert.
Für seinen Freund und Rapper-Kollegen Lance Butters mischte er neben seiner Funktion als Berater das am 8. Mai 2015 erschienene Album BLAOW ab, das den zweiten Platz der deutschen Albencharts erreichte.
Nachdem der Erfolg mit dem Album Nix Mehr Egal ausblieb, beendete er seinen Vertrag mit Universal Music. Seitdem produziert er seine Musik wieder von zu Hause aus.
Am 2. Oktober 2015 erschien die Minus EP, welche von Ahzumjot selbst und seinem langjährigen Kollegen Lev (früher Levon Supreme) produziert wurde.
Am 6. März 2016 veröffentlichte Ahzumjot die 16QT01: The Remixes (EP) als Free-Download, auf der, wie der Titel schon sagt, nur Remixes von bekannten Künstlern enthalten sind. Alan gab bekannt, dass alle 16QT-Projekte als Free-Download zur Verfügung stehen werden.
Fast 4 Monate später wurde die 16QT02: Tag Drei (EP) veröffentlicht, auf der diesmal 8 neue von insgesamt 14 Tracks drauf sind. Die restlichen 6 Tracks waren bereits auf der Minus EP. Zu dieser Veröffentlichung gab es auch eine Videoauskopplung zu Schwör's dir / Schwör's mir.
Am 20. November 2016 startete die Lassensedis Tour gemeinsam mit Lance Butters, welche bis zum 10. Dezember 2016 ging. Kurz davor veröffentlichte er mit ihm Die Welle (EP), welche aus sechs neuen Titeln bestand.
Der vierte und letzte Teil des 16QT-Projektes wurde am 6. März 2017 unter dem Titel Luft & Liebe veröffentlicht. Dieser bestand ebenfalls aus 11 Free-Tracks.
Im selben Jahr kündigte er das Playlist-Album RAUM an. Alle dazugehörigen Lieder werden nach und nach veröffentlicht, um am Ende ein Album zu bilden. Hierbei kann der Hörer die Entstehung des Projektes beobachten.
Am 16. Juli 2021 erschien mit 3:00 das fünfte Studioalbum des Rapkünstlers. In der letzten Single-Auskopplung Lass uns scheinen, zu der auch ein Musikvideo veröffentlicht wurde, gedenkt Ahzumjot in einigen Zeilen seines 2018 verstorbenen Freundes Samson Wieland vom Hip-Hop-Duo SAM.
Am 15. Mai 2022 veröffentlichte Ahzumjot sein Mixtape Weil du es liebst. Von dem Hip-Hop-Magazin Juice wird die Experimentierfreudigkeit der Titel gelobt. Der Rezension des Magazins zufolge bemerkt man eine dauerhafte Weiterentwicklung von Ahzumjot. Textlich seien die „selbstbewusste[n] Tunes“ von Basketball-Referenzen geprägt. Als Featuregäste sind Lugatti, Felly, Gianni Suave, Cobee, Apsilon, Babyjoy, Brkn, Souly und Wanja Janeva auf dem Mixtape vertreten. Die Produktionen stammen größtenteils von Ahzumjot selbst, bei einigen Songs wirkten die Produzenten LEV, Young Kira und Thani mit.

## Diskografie
- 2007: Wohnzimmercouch (unter dem Künstlernamen „AJay“)
- 2010: Schlechte Menschen (mit P.R.Z.)
- 2011: Sepia zu Gold (EP)
- 2011: Monty
- 2014: Nix Mehr Egal
- 2015: Minus (EP)
- 2015: Alles So Wie Immer (Juice-Exclusive auf Juice CD No 131)
- 2016: 16QT01: The Remixes (EP)
- 2016: 16QT02: Tag Drei (EP)
- 2016: Die Welle (EP)
- 2017: Luft & Liebe
- 2019: RAUM
- 2019: 19QT01: Recordings
- 2020: Ich bin Tyrone (Mixtape unter dem Künstlernamen „Ich bin Tyrone“)
- 2020: alleine wach (EP)
- 2020: wach (Remix-EP)
- 2021: 3:00
- 2022: Weil du es liebst
- 2024: WINTER TAT WEH
- 2025: FRANCIS